# Hogmanay

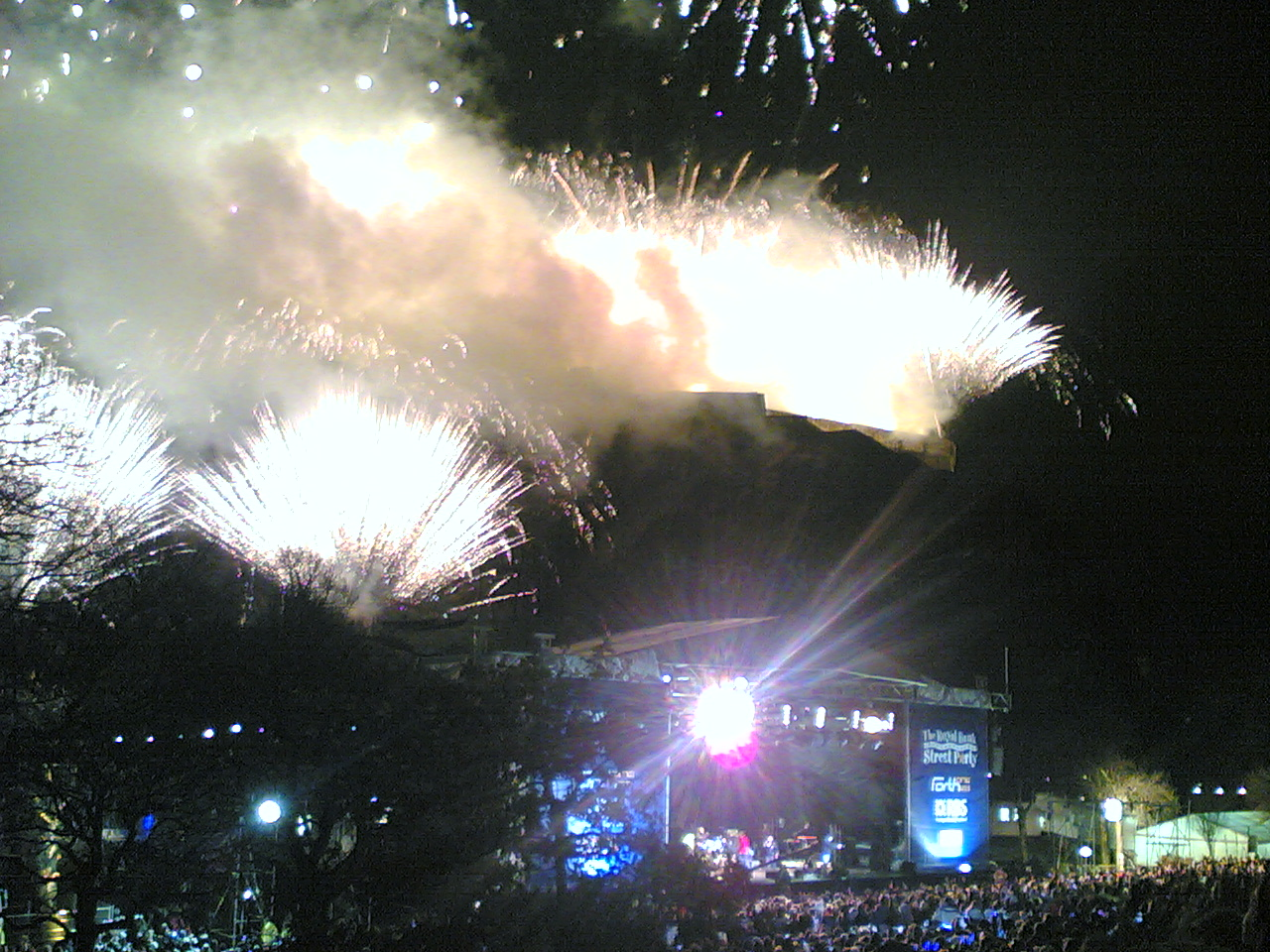
Fête du Hogmanay à Princes Street Gardens, Édimbourg.

Hogmanay (prononciation API : [ˌhɔgmə'ne:], avec la dernière syllabe accentuée, et A' Challuinn en gaélique écossais) est le mot écossais désignant le dernier jour de l'année et il est synonyme de célébration du Nouvel An dans la tradition écossaise. Sa date officielle est le 31 décembre. Cependant, cette date n'est que le début d'une fête qui dure toute la nuit jusqu'au matin du 1er janvier ou souvent du 2 janvier qui est un jour férié.

## Origines
Les racines de Hogmanay remontent peut-être aux fêtes païennes du solstice d'hiver parmi les Scandinaves, incorporant les coutumes de la célébration gaélique du nouvel an, Samhain. En Europe, elles étaient devenues les fêtes des Saturnales, un évènement festif romain de l'hiver : les gens les fêtaient complètement libres et sans complexes. Les Vikings fêtaient Yule, qui contribua plus tard aux douze jours de Noël, ou Daft Days (« jours stupides ») comme ils étaient parfois appelés en Écosse. Les festivités de l'hiver devinrent clandestines avec la Réforme, mais furent tolérées à la fin du XVIIe siècle.
L'étymologie précise du terme « Hogmanay » n'est pas documentée. Il désigne autant le dernier jour de l'année que l'oatcake offert aux enfants qui autrefois patrouillaient les rues ce soir-là en criant Hogmanay !. Ce sens et ces utilisations le rapprochent du français aguillanneuf (une corruption probable du latin Kalendae) ; le terme norrois hoguinané paraît toutefois plus proche. Le mot castillan aguinaldo, proche phonétiquement, désigne par ailleurs les cadeaux de Noël.
Hersart de la Villemarqué explique dans le "Barzaz Breiz" le mot de l'ouest de la France "aguillaneuf" (limousin "guillaneu", normand "aguignette"), dont le français a fait "Au gui, l'an neuf !", par le celtique "eginane" (gallois "eginad", gaélique "eigean") qui signifie "étrennes". Cette étymologie celtique explique qu'on retrouve le mot aussi bien en Espagne qu'en Écosse. Il est plus probable que le norrois "hoginane" vienne, comme les mots de la religion et ceux des coutumes et fêtes religieuses, du continent que l'inverse.
Le vicomte de la Villemarqué propose de rapprocher le mot de la racine celtique "eg" qui signifie "germe" mais il est plus plausible d'y voir le suffixe celtique "he" (vieux breton "ho-", gaulois "su-, sanscrit "sv-") qui désigne un sens favorable, la faveur des dieux, et une racine "cin" (gallois "cen" d'où "cenedl" i.e. "clan, lignée" et cornique "kinethel"c'est-à-dire "génération") issu du gaulois "icnos" (latin "gnatus") qui signifie "descendance". Ainsi, souhaiter l'aguillaneuf ou hogmanay, c'est former un vœu de bonne descendance, de prospérité. Le nom même renvoie directement à la divinité irlandaise Oengus.

## Coutumes

### Coutume nationale

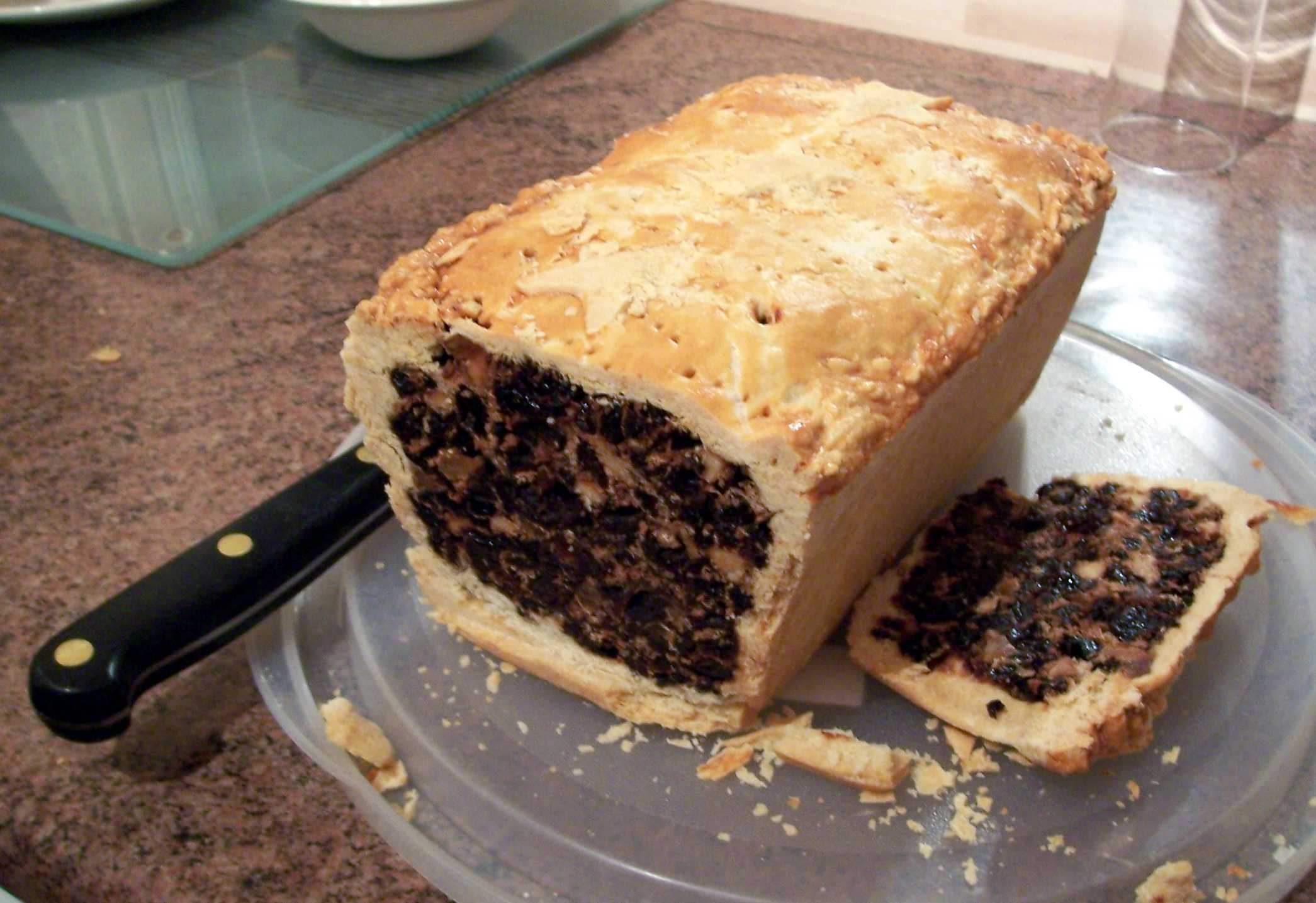
Un black bun.

Il y a de nombreuses coutumes, nationales comme locales, associées avec Hogmanay. La coutume nationale la plus courante est la pratique du first-footing, prenant place immédiatement après minuit. Ceci consiste à être la première personne à franchir le pas de la porte d'un ami ou voisin, et fait souvent intervenir le don d'un cadeau symbolique comme du sel (moins courant actuellement), du charbon, un shortbread, un whisky, ou un petit pain noir (un gâteau riche avec des fruits). Ce don vise à apporter différents types de chance au propriétaire de la maison. De la nourriture et des boissons, comme les cadeaux, sont alors donnés aux invités. Ceci peut se dérouler jusqu'aux petites heures du matin et prendre une certaine partie du jour suivant ; la tendance actuelle voit les gens visiter les maisons jusqu'au 3 janvier. Le first-foot est supposé apporter de la chance pour le reste de l'année.

### Coutumes locales

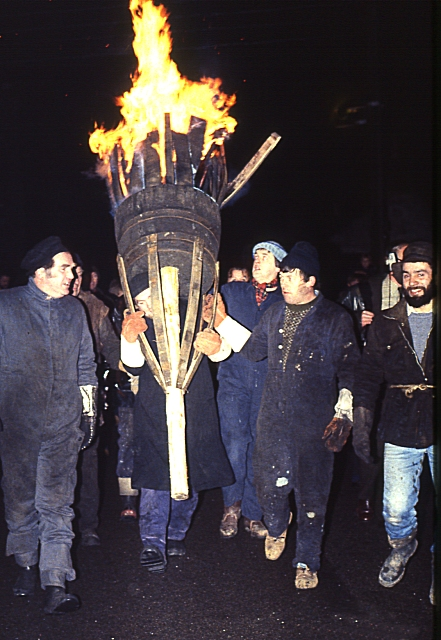
Coutume du village de Burghead.

Différentes zones d'Écosse ont souvent développé leur propre rituel pour Hogmanay. Un exemple de coutume locale à Stonehaven, au nord-est, consiste à faire tournoyer un bâton dont les deux extrémités ont des boules en feu. Ces boules sont d'un diamètre allant jusqu'à 61 cm et sont confectionnées par les habitants avec deux mètres de grillage (chaîne ou une corde ininflammable) rempli de vieux journaux, des brindilles sèches, des vieux chiffons en coton, et autre contenu sec inflammable. Lorsque la cloche de la Old Town House sonne le nouvel an, des habitants s'élancent sur High Street depuis la place du marché, faisant tournoyer les boules en feu autour de leurs têtes alors qu'ils vont et viennent autant de fois qu'ils le peuvent et que la boule dure. À la fin de la cérémonie, toutes les boules qui brûlent toujours sont jetées dans le port. Cette cérémonie appréciée est plus impressionnante dans le noir qu'elle ne le serait durant la journée. Elle draine de grandes foules, avec 12 000 personnes par exemple pour la fête marquant la transition de 2007 à 2008. Dans la seconde moitié des années 2000, des attractions furent ajoutées pour divertir la foule attendant minuit, tels que des danses avec le feu, un pipe band, des tambours de roi et un feu d'artifice après que la dernière boule eût été lancée dans le port. Les festivités sont retransmises par l'Internet. Un second exemple de festival du feu païen consiste à faire brûler un tonneau rempli de goudron et de bois ; il continue, chaque 11 janvier, dans le village de Burghead en Moray.
Dans les communautés de pêcheurs de la côte est et à Dundee, ceux effectuant les visites du nouvel an avaient l'habitude de porter un hareng décoré, et la coutume établie depuis les années 1970 est maintenant de se baigner dans la rivière glacée à Broughty Ferry. Dans le village de Falkland de la région de Fife, les habitants allaient en procession à la torche jusqu'à la cime des collines de Lomond lorsque minuit venait. Les boulangers de Saint Andrews confectionnaient des gâteaux spéciaux pour la célébration de Hogmanay, connu comme cake day (« le jour du gâteau »), et les distribuaient aux enfants. À Glasgow et dans les zones centrales de l'Écosse, la tradition des fêtes de Hogmanay comprend du chant, des danses, un repas avec une tarte à la viande ou un ragoût ; des histoires sont racontées et des quantités copieuses d'alcool consommées jusqu'aux lueurs du jour le 1er janvier. Les organismes officiels ont également leurs traditions. Par exemple, dans les régiments écossais, les officiers devaient servir les hommes à des dîners particuliers. La cornemuse jouait Old Year devant les portes des casernes, et le sentinelle demandait alors « qui va là ? » pour s'entendre répondre « le nouvel an, tout va bien ».
Une ancienne coutume des Highlands, qui a plus ou moins survécu et est l'objet d'un petit regain d'intérêt, est de célébrer Hogmanay en bénissant la maisonnée et le bétail. Ceci est fait tôt le matin du Nouvel An en faisant brûler des branches de genévrier pour produire un grand nombre de nuages d'une fumée étouffante, puis en buvant et en arrosant légèrement dans la maison avec de « l'eau magique » d'un « gué mort et vivant » (c'est-à-dire un gué travaillé régulièrement par les vivants et les morts). Une fois que l'eau avait été utilisée pour chaque pièce, lit et habitant, la maison était bien isolée et la branche brûlante transportée à travers la maison et l'étable. La fumée désinfecte les bâtiments par fumigation jusqu'à ce que les habitants toussent et éternuent. Les portes et fenêtres sont alors ouvertes pour laisser entrer l'air frais et froid de la nouvelle année. Les femmes de la maison administrent un « remontant » de la bouteille de whisky, et la maisonnée s'assoit pour le déjeuner du nouvel an.

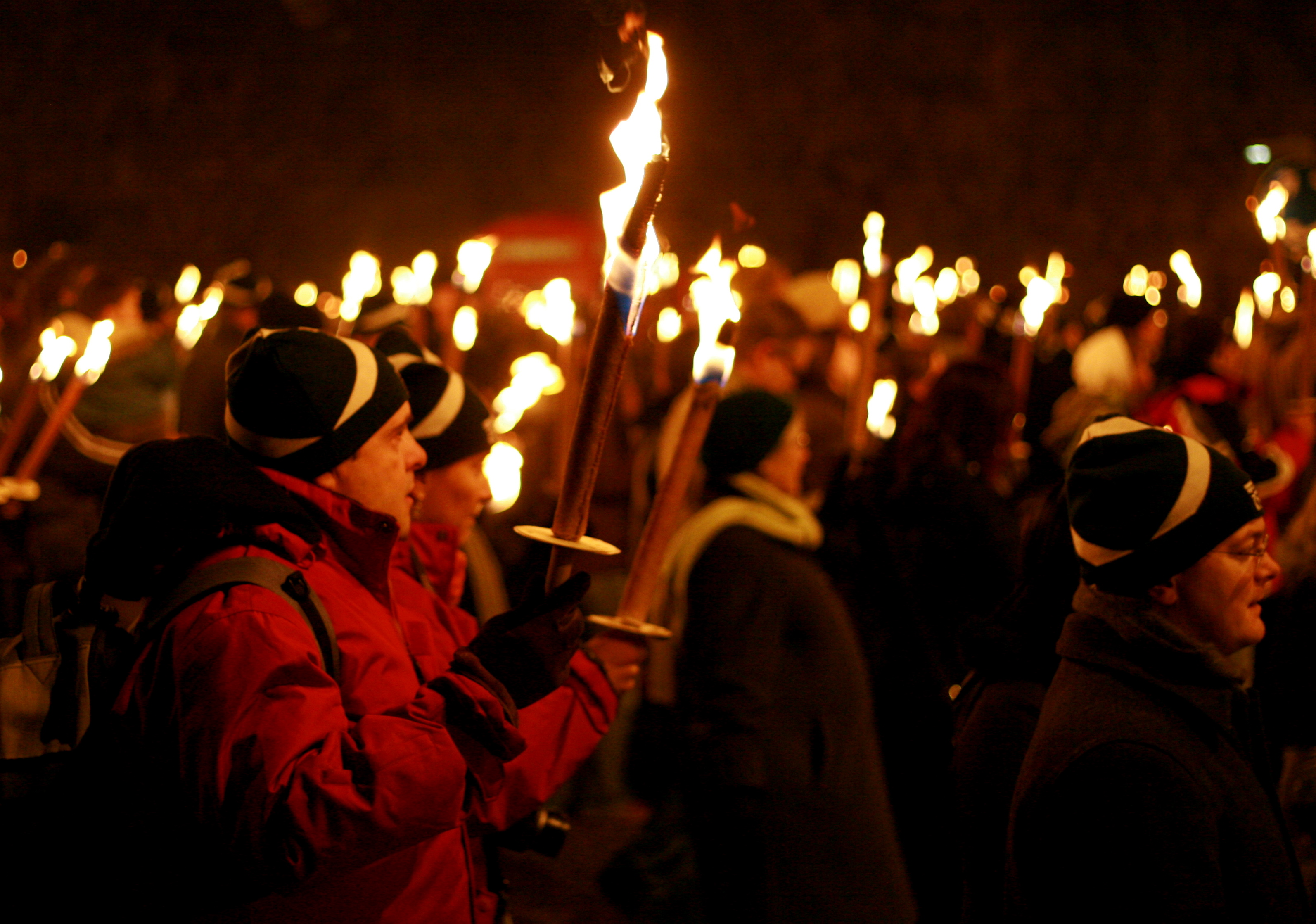
Procession sur Calton Hill à Édimbourg le 29 décembre 2007.
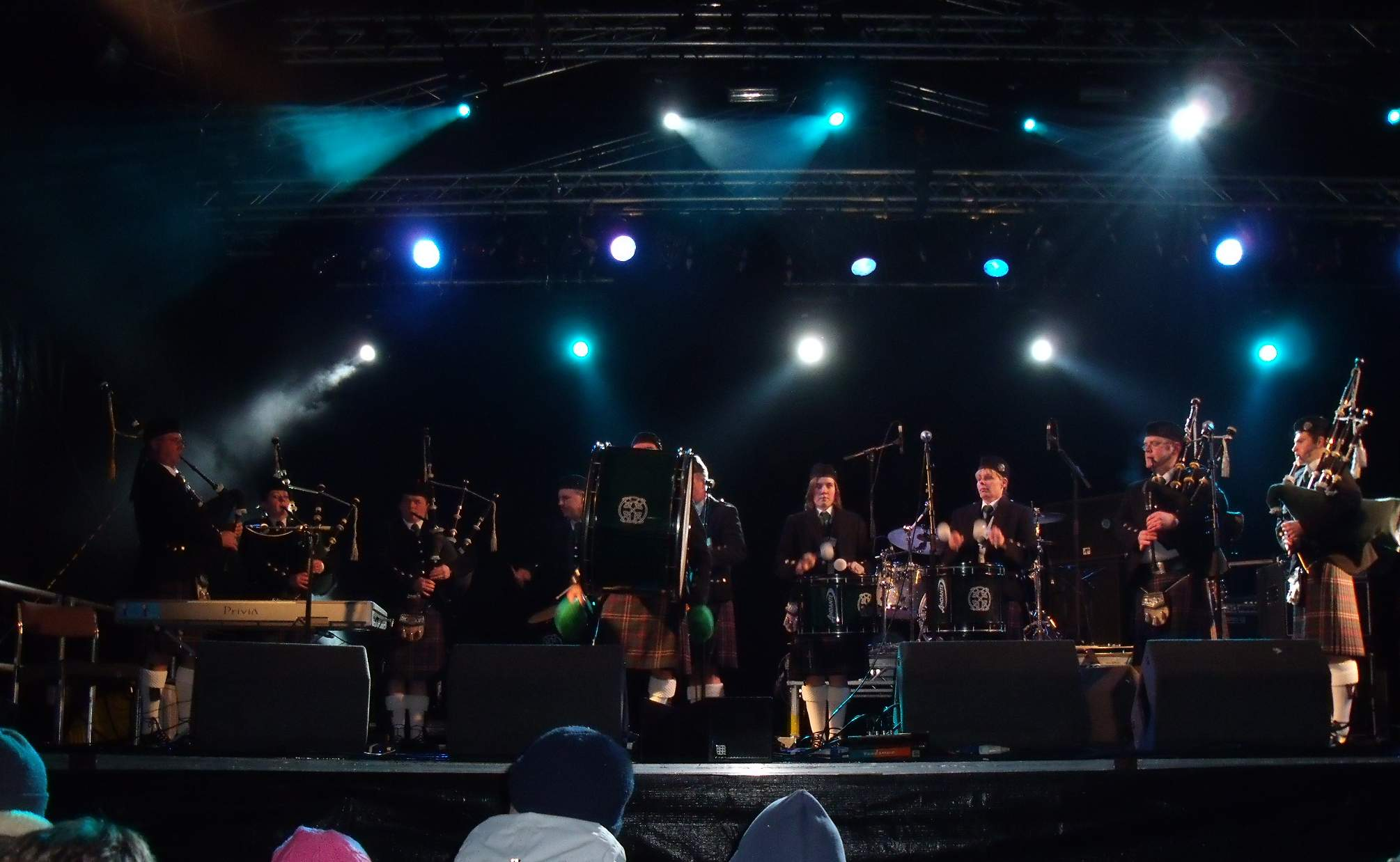
Pipe band pour Hogmanay à Inverness.
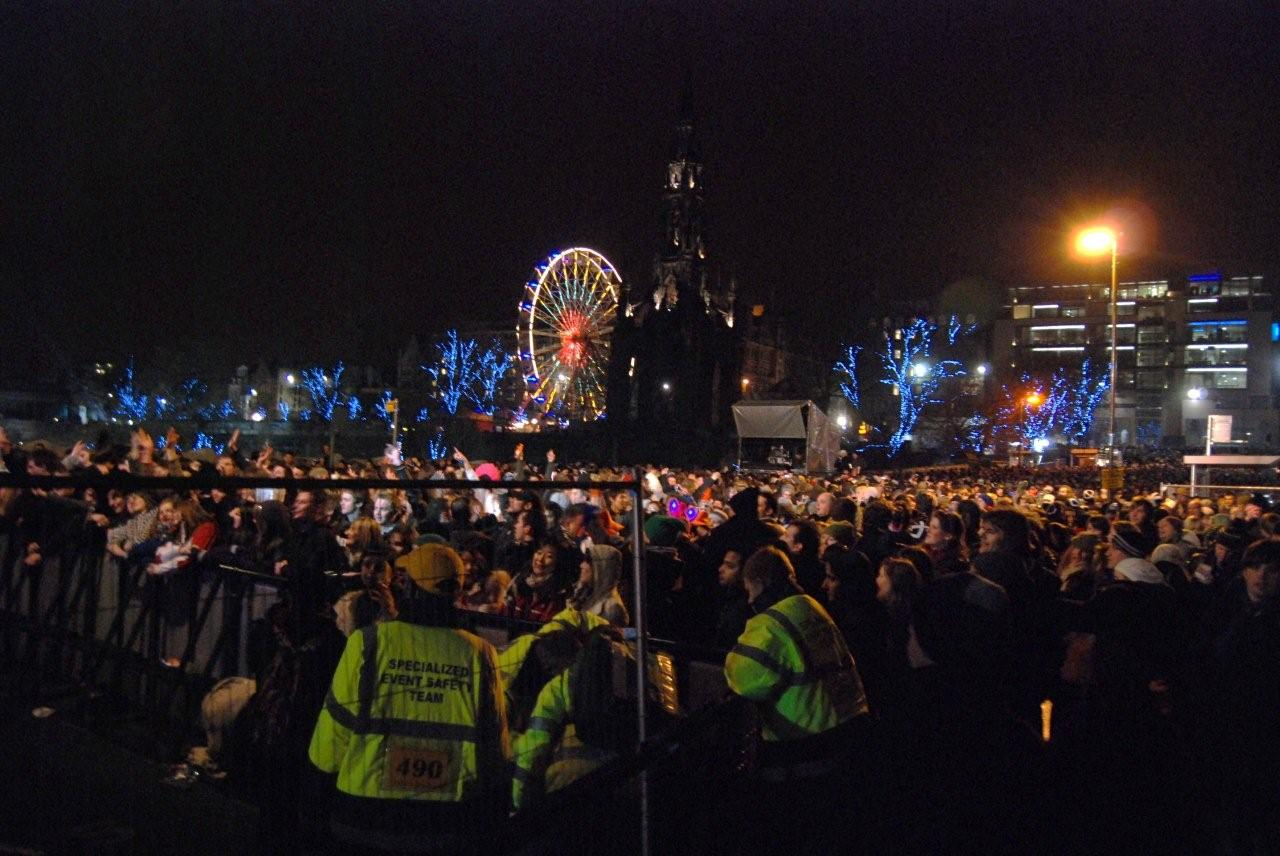
Rassemblement pour Hogmanay à Édimbourg le 1er janvier 2009.

## Influence presbytérienne
L'Église presbytérienne désapprouvait généralement Hogmanay. La citation suivante est la première trace écrite de cette fête dans les archives officielles de l'Église : « il est ordinaire parmi les plébéiens du sud de l'Écosse d'aller de porte en porte la veille du nouvel an, criant Hagmane ». Jusque dans les années 1960, Hogmanay et Ne'erday (contraction de New Year's Day, « jour du nouvel an », dans le dialecte scot d'après l'Oxford English Dictionary) en Écosse prenait la place du réveillon de Noël et de Noël dans le reste du Royaume-Uni. Bien que le jour de Noël gardait sa nature religieuse normale, l'Église presbytérienne nationale en avait découragé la célébration depuis plus de 400 ans. Ainsi, le jour de Noël était un jour de travail normal en Écosse jusque dans les années 1960 voire 1970 pour certaines zones. Le procédé consistant à donner des cadeaux, les jours fériés et les festins associés avec le milieu de l'hiver prenaient place entre le 31 décembre et le 2 janvier plutôt qu'entre le 24 et le 26 décembre. Avec le déclin de l'influence de l'Église et l'introduction des valeurs culturelles anglaises par la télévision et l'immigration, la transition aux festins de Noël fut presque entièrement complète dans les années 1980. Cependant, le 1er et le 2 janvier restent des jours fériés en Écosse, même en ayant ajouté le jour de Noël et le 26 décembre (Boxing Day) à la liste des jours fériés ; de plus, Hogmanay est associé avec autant de célébrations que Noël en Écosse. La plupart des Écossais célèbrent Ne'erday avec un dîner spécial ayant généralement une tarte à la viande.